# Isolator (Genetik)
Als Isolatoren oder Isolatorelemente (engl. insulators oder auch boundary elements, Grenzelemente) werden in der Genetik von Eukaryoten DNA-Sequenzen bezeichnet, die Bereiche der Genexpression definieren, indem sie verschiedene genetische Kontrollelemente wie Enhancer und Promotor voneinander abgrenzen und damit isolieren. Sie können beispielsweise Transkriptionsfaktoren daran hindern, die Gene zu aktivieren, die upstream liegen, so dass diese nur in der Lage sind, downstream zu wirken. Isolatoren wirken über DNA-bindende Proteine, die für ihre Sequenz spezifisch sind. Zwei distinkte und von Enhancern abgrenzende Merkmale sind die der Positionsabhängigkeit und eines Phänomens, welches als Isolator Bypass bezeichnet wird. Ein Isolator muss, um seine Funktion zu erfüllen, zwischen Enhancer und Promotor positioniert sein. Wenn zwei Isolatoren sich direkt nebeneinander befinden, so heben sich ihre isolierenden Eigenschaften auf (daher Bypass).
Ihr Einfluss auf Gene, die imprinted sind, macht sie außerdem zu einem Bestandteil von epigenetischen Regulationsmechanismen.

## Isolatortypen
Es gibt zwei Typen von Isolatoren, die zwei verschiedene Effekte haben:

Stark vereinfachtes Schema von Enhancern und Isolatoren.

Enhancer-blockierende Isolatoren (enhancer blocking insulators) sind DNA-Elemente, die zwischen einen Enhancer und einen Promoter platziert die Interaktion zwischen diesen beiden verhindern können. Dies unterscheidet sie von den Repressoren, die sowohl auf upstream als auch auf downstream liegende Promoter wirken. Modelle schlagen vor, dass zwei Isolatoren über zugehörige DNA-bindende Faktoren Schleifen im Chromatin bilden.
Barriere-Isolatoren (barrier insulators) schützen dagegen Gene vor dem reprimierenden Effekt des Heterochromatins. Sie unterdrücken die Positionseffekt-Variegation (PEV). Heterochromatin ist im Gegensatz zum Euchromatin eine kondensiertere Form des Chromatins, die durch bestimmte Histonmodifikationen erreicht wird. Im Heterochromatin liegen nur wenige Gene, und diese werden oft nicht stark exprimiert. Die DNA ist im Heterochromatin in Pflanzen und in Wirbeltieren besonders stark an CpG-Inseln methyliert. Das Heterochromatin hat die Eigenschaft, reprimierend auf benachbart liegende euchromatische Gene zu wirken. Die Stärke dieser Repression kann von Zelle zu Zelle schwanken, wodurch eine Mosaikstruktur in der Stärke der Expression des betroffenen Gens erzeugt wird. Diese Mosaikexpression wird als Positionseffekt-Variegation bezeichnet.

## Geschichte
Die Eigenschaften von Enhancer-blockierenden Isolatoren wurden in den 1980ern an Drosophila melanogaster beschrieben. Bei genetischen Arbeiten mit dem Retrotransposon gypsy stellte die Gruppe um Pamela Geyer und Victor Corces an der Johns Hopkins University in Baltimore fest, dass gypsy die Aktivität weiter entfernt liegender Enhancer blockiert.
Das erste Isolatorelement in Wirbeltieren wurde 1993 beschrieben und cHS4 genannt. Erst in dieser Zeit etablierte sich auch der Begriff des Isolators. An die Sequenz von cHS4 bindet ein Zinkfingerprotein namens CTCF (CCCTC-Binding Factor), das auch beim Imprinting von Igf2 eine Rolle spielt.